# Husqvarna Borstfabrik

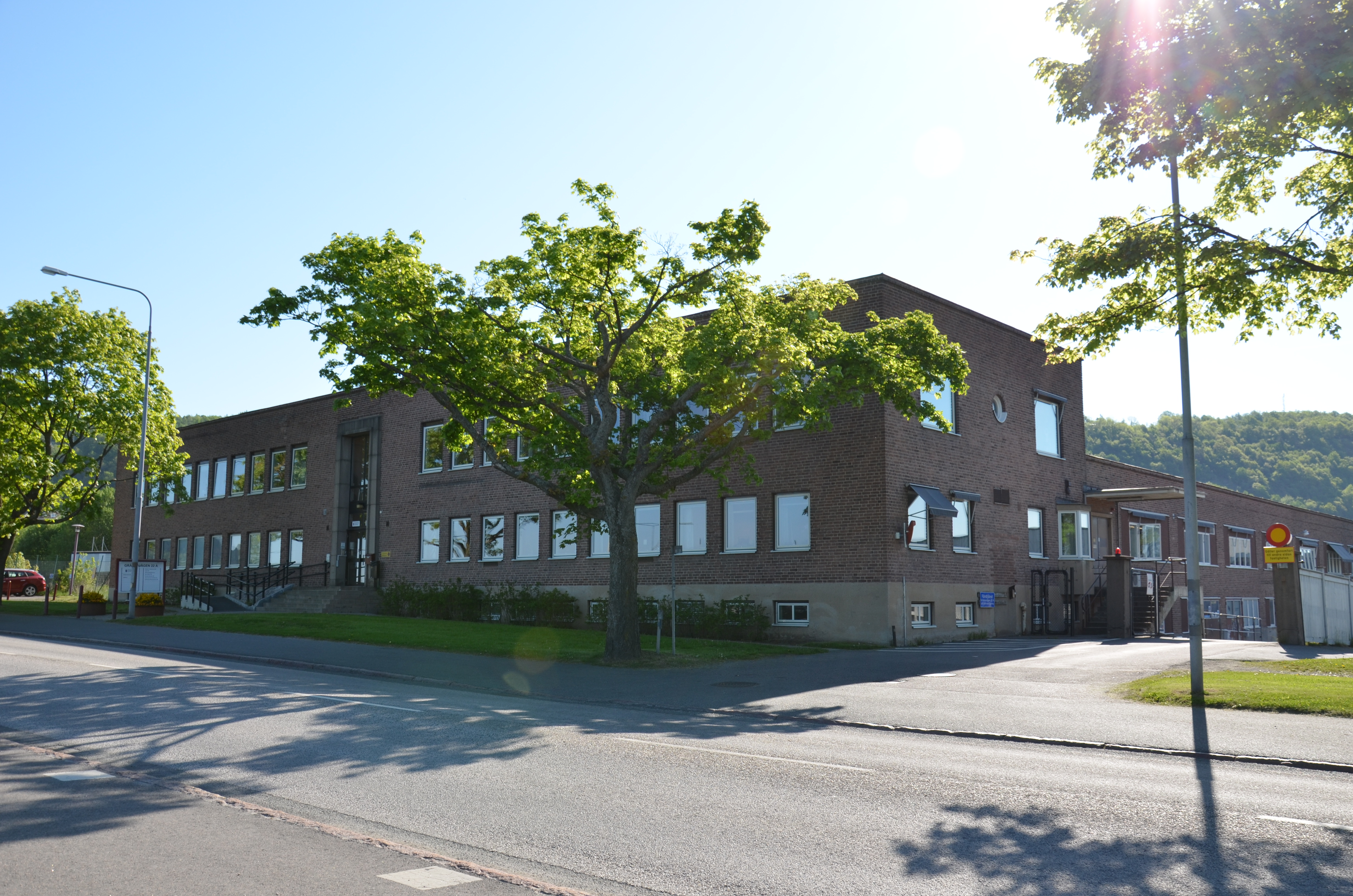
Tidigare Husqvarna Borstfabrik, Grännavägen i Huskvarna

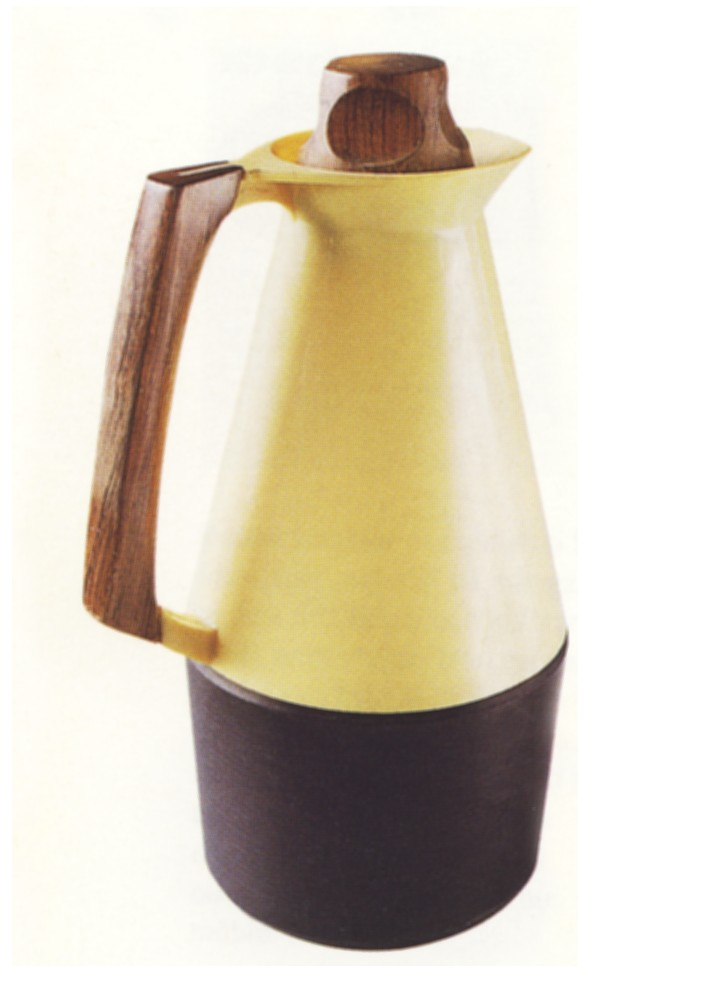
Carl-Arne Bregers TV-kanna

Husqvarna Borstfabrik var en svensk borst- och plastfabrik i Huskvarna.
Husqvarna Borstfabrik grundades 1896 och tillverkade borstar och penslar av skilda slag. Från 1950-talet tillverkades även bruksföremål av plast, där man använde sig av formgivare som Carl-Arne Breger, Bernadotte & Bjørn Industridesign, Gino Colombini och Jan Krahner.
Borstfabriken hade 1944 ungefär 400 anställda. Samma år flyttade företaget från lokaler vid Backgatan, mitt för Södergårdsskolan, till en större anläggning vid Grännavägen.
Kungstandborsten var namnet på en av huvudprodukterna. År 2004 överlämnades till Länsmuseet i Jönköping 274 tandborstar av olika slag.